# Roland Schnell
Roland Schnell (* 24. Januar 1921; † 8. Oktober 1980 in Karlsruhe) war ein deutscher Motorradrennfahrer.

## Karriere
Roland Schnell war 1951 vor Hans Baltisberger (A.J.S.) und 1952 vor Ewald Kluge (DKW) Deutscher Straßenmeister in der 350er-Klasse auf einer Parilla. Bereits 1949 konnte er hinter Siegfried Wünsche (DKW) und vor Wilhelm Herz (NSU) den zweiten Platz in der 350er-Kategorie der Deutschen Meisterschaft belegen. Er war punktgleich mit Wünsche, wurde aber auf den zweiten Platz gesetzt.
1951 belegte Schnell bei den Rennen am Feldberg im Taunus hinter Hans Baltisberger den zweiten Platz, siegte aber in Dieburg, beim Eilenriederennen in Hannover, beim Rhein-Pokal-Rennen in Hockenheim und beim Eifelrennen auf dem Nürburgring.
Im Jahr 1952 ging Schnell beim zur Motorrad-Weltmeisterschaft zählenden Großen Preis der Nationen auf der Hochgeschwindigkeitsbahn im italienischen Monza an den Start und belegte im 350er-Rennen den sechsten Rang, was ihm einen WM-Punkt einbrachte.
1953 versorgte er 16 andere Rennfahrer mit einer von ihm getunten 350-cm³-Horex. Die Maschine wurde unter dem Namen Schnell-Horex bekannt.
Roland Schnell starb 1980 in Karlsruhe.

## Statistik

### Erfolge
- 1951 – Deutscher 350-cm³-Meister auf Parilla
- 1952 – Deutscher 350-cm³-Meister auf Parilla

### Rennsiege
| Jahr | Klasse  | Maschine | Rennen                   | Strecke                  |
| ---- | ------- | -------- | ------------------------ | ------------------------ |
| 1951 | 350 cm³ | Parilla  | Dieburger Dreiecksrennen | Dieburger Dreieck        |
| 1951 | 350 cm³ | Parilla  | Eilenriederennen         | Eilenriede               |
| 1951 | 350 cm³ | Parilla  | Großer Preis von Madrid  | Parco del Retiro         |
| 1951 | 350 cm³ | Parilla  | Eifelrennen              | Nürburgring-Nordschleife |
| 1951 | 350 cm³ | Parilla  | Rhein-Pokal-Rennen       | Hockenheimring           |

### In der Motorrad-Weltmeisterschaft
| Saison | Klasse  | Motorrad | Rennen | Siege | Zweiter | Dritter | Punkte | Ergebnis |
| ------ | ------- | -------- | ------ | ----- | ------- | ------- | ------ | -------- |
| 1952   | 350 cm³ | Horex    | 1      | –     | –       | –       | 1      | 13.      |
| Gesamt | Gesamt  | Gesamt   | 1      | 0     | 0       | 0       | 1      |          |